# 松雲院 (関市)
松雲院（しょううんいん）は岐阜県関市豊川町にある聖観世音菩薩を本尊とする曹洞宗の寺院で、山号は龍興山。中濃八十八ヶ所霊場2番札所である。
享保元年（1716年）に倉知村の領主である村瀬伊左衛門が開基となり、小野徳巌寺住持の惟慧道定の法嗣、鉄堂定柱が下倉知に開いた。明治42年（1909年）に豊川稲荷を信仰する歓栄会により、豊川咤枳尼真天が勧請され祀られるようになったことを機に豊川閣の別称で知られる。大正13年（1924年）に現在地に移転し、所在地は豊川町と改称された。他に秋葉三尺坊大権現を祀られている。行事として年始に名入れしただるまを授与が行われ、11月の秋葉祭でだるま供養が行われる。